# Anaulacomera maculata
Anaulacomera maculata är en insektsart som beskrevs av Brunner von Wattenwyl 1878. Anaulacomera maculata ingår i släktet Anaulacomera och familjen vårtbitare. Inga underarter finns listade i Catalogue of Life.